# عاشورا خانه پادشاهی
عاشورا خانه پادشاهی از اماکن تاریخی در حیدرآباد هند است که در دوران قطب شاهیان توسط محمد قلی قطب شاه برای عزاداری ماه محرم ساخته شد. هم‌اکنون نیز مراسم عزاداری محرم در این مکان برگزار می‌گردد.

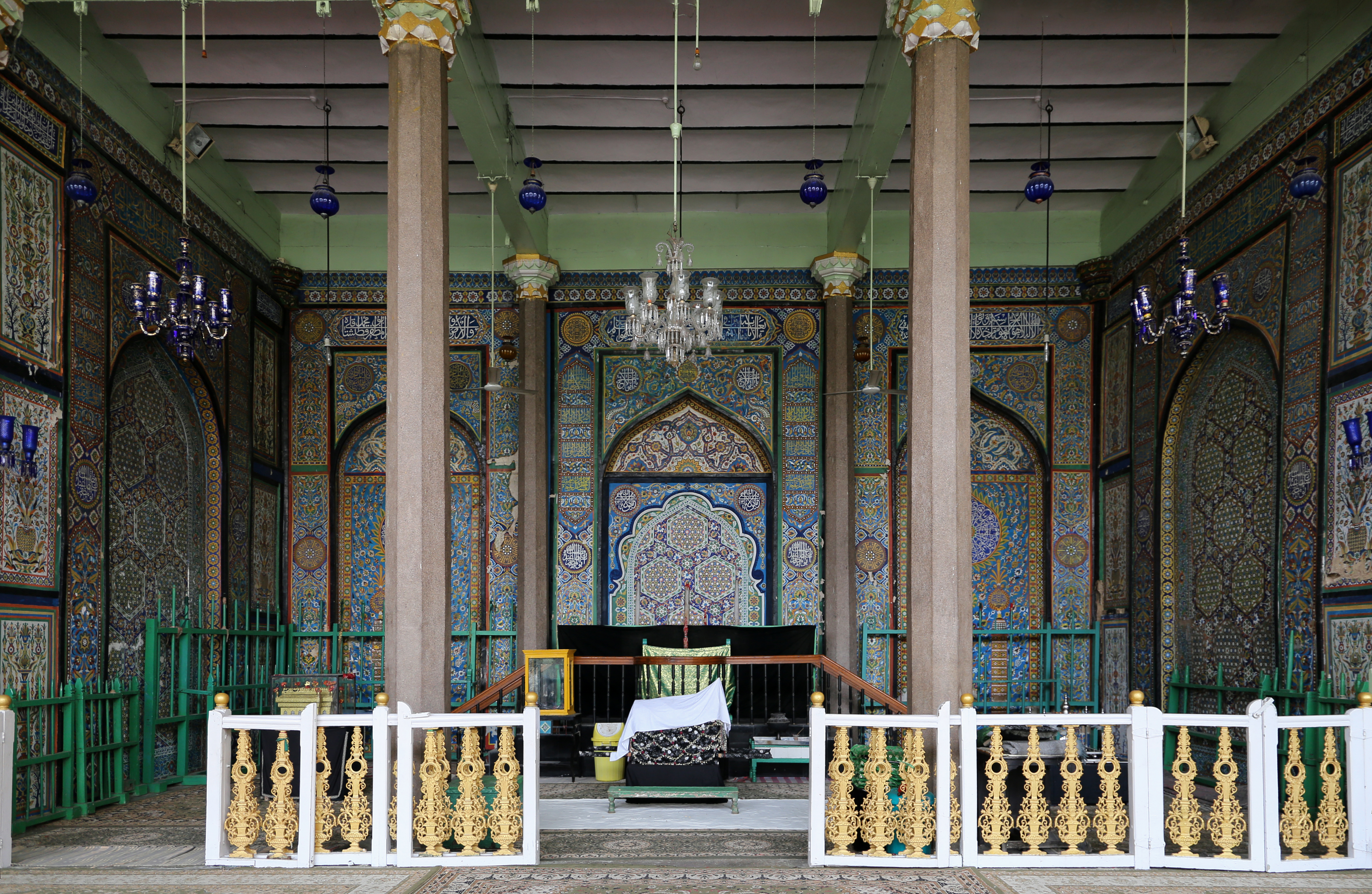